# José Ignacio García García
José Ignacio García García (San Sebastián, 1965) es un escritor, español, que, literariamente, se circunscribe al círculo de escritores de Castilla y León. En el año 2009 recibió el Premio Miguel Delibes de Narrativa por su libro de relatos Entre el Porvenir y la Nada.

## Biografía
Aunque nacido casualmente en San Sebastián, comenzó su carrera literaria en León, en el último lustro del siglo pasado. A partir de ahí, toda su vida se ha desarrollado en torno a Valladolid y su provincia (especialmente Portillo, Medina del Campo y Pozal de Gallinas). En 2009, se erigió en fundador y coordinador del proyecto cultural "Contamos la Navidad", empresa literaria que durante catorce ediciones consecutivas (2009-2022) reunió a grandes escritores e ilustradores españoles y sudamericanos en un libro de relatos de periodicidad anual. Colabora en distintas revistas literarias y en medios de comunicación radiofónicos como esRadio. Ejerce la crítica literaria en el suplemento cultural "Artes y Letras", de ABC, y en el periódico La Nueva Crónica de León. Fundó y es coordinador del Certamen Internacional de Relato "Cuéntame Portillo", y en 2021 contribuyó a la recuperación, casi 40 años después, de la Feria del Libro de Medina del Campo, que organiza desde entonces por encargo del ayuntamiento de la Villa de las Ferias. En 2024 se ocupó de poner en marcha la Feria del Libro de Portillo. En 2018 ideó y condujo el volumen recopilatorio de relatos "Valladolid sobre ruedas", donde 25 importantes escritores y 9 ilustradores vallisoletanos, a partir de una carta de Miguel Delibes, cuentan la historia moderna de la ciudad a través de los vehículos que en ella ha fabricado Renault desde 1953. En 2021 la editorial "Castilla Ediciones" lo eligió como director de su colección "Cuentenario" de narrativa, creada para conmemorar el cuadragésimo aniversario de la editorial, y donde tienen cabida numerosos cuentistas destacados en el panorama literario castellano y leonés. Esa colección se inició con la antología "Cuentos pendientes, 43 voces del cuento castellano y leonés del siglo XXI", en la que José Ignacio García ejerció como antólogo, ocupándose de la selección de textos y autores y escribiendo el prólogo. Esa responsabilidad con la editorial vallisoletana se prolongó hasta la primavera de 2024. Su labor como antólogo y crítico literario lo han convertido en uno de los mayores especialistas de la novela y el cuento castellanos y leoneses actuales. Ese papel referencial sirvió en 2023 para que el Instituto Castellano y Leonés de la Lengua le encomendara la gira de conferencias "La llamada de los libros", en la que visitó las bibliotecas públicas de las capitales de la región con una selección de 16 obras escritas en el siglo XXI por importantes autores de la comunidad castellana y leonesa. Esa labor promocional de la mejor narrativa escrita en suelo castellano y leonés se ha visto refrendada en 2024 con un nuevo ciclo de conferencias titulado "El futuro está escrito", donde menciona a más de 70 autores, centrándose especialmente en 8 nacidos después de 1970.

## Obra literaria

### Novelas
- 2006 - Mi vida, a tu nombre. Los libros de CamparredOnda.
- 2025 - El vuelo de los delfines. Editorial Valnera.

### Relatos
- 1998 - Me cuesta tanto decir te quiero. La Chicharra narrativa.
- 1999 - Relatos Cortos. Café Compás. Varios autores.
- 2000 - Vidas insatisfechas, Péñola.
- 2004 - Pasión viva. Varios autores.
- 2008 - Entre el porvenir y la nada. Peñola. Premio Miguel Delibes de Narrativa (2009)
- 2009 - Contamos la Navidad. Varios autores.
- 2010 - La Navidad cuenta. Varios autores.
- 2011 - La Navidad a pluma y pincel. Varios autores.
- 2012 - La sonrisa del náufrago. Castilla Ediciones
- 2012 - Enséñame (con) un cuento. Ediciones Grapheus. Varios autores
- 2012 - La Navidad sigue contando. Varios autores.
- 2013 - Relatos mayores. Varios autores.
- 2013 - Un cuento por Navidad. Varios autores.
- 2014 - El secreto de su nombre / The secret of her name. Edición digital bilingüe. Al margen editorial.
- 2014 - La Navidad es puro cuento. Varios autores.
- 2015 - El cuento que quisiera escribir contigo. Al margen editorial.
- 2015 - Cuentos con estrella. Varios autores.
- 2016 - Valladolid. Antología de relatos. MAR Editor. Varios autores.
- 2016 - La Navidad en su tinta. Varios autores.
- 2017 - Cuentos por vidas. Asociación de Ayuda a los refugiados de León. Varios autores.
- 2017 - 21 Campanadas. Varios autores.
- 2018 - Valladolid sobre ruedas. Asociación Cultural ROMBO/Ayuntamiento de Valladolid. Varios autores.
- 2018 - Una Navidad de diez. Varios autores.
- 2019 - Feliz Navidad/Feliz Novedad. Varios autores.
- 2020 - Algunas historias no sirven para escribir canciones de amor. Péñola.
- 2020 - Y nos dieron las doce. Varios autores.
- 2021 - Cuentos pendientes, 43 voces del cuento castellano y leonés del siglo XXI. Varios autores. Castilla Ediciones.
- 2021 - Fiesta. Varios autores.
- 2022 - La memoria de los crisantemos. Castilla Ediciones.
- 2022 - De hadas y magos. CLN. Varios autores.
- 2024 - Bendita inocencia. La Armonía de las Letras. Varios autores.
- 2024 - El verano de tu vida. MAR Editor. Varios autores.
- 2024 - Donde siempre es invierno. Péñola.

### Reseñas de prensa
- 2023 - 26 soldaditos de plomo. Castilla Ediciones.

### Poesía
- 2023 - Treciembre. Coro de voces, 2023. Editorial Azul. Varios autores.

## Galardones
- José González Torices (Pozaldez)
- Guardo (Guardo)
- Café Compás (Valladolid)
- Relatos Navideños de Navalmoral de la Mata
- Luis Pastrana (León)
- Manuel Valdés (León)
- Mazzantini (Llodio) (en dos ocasiones)
- Miguel Delibes de Narrativa. Castilla y León
- Justas poéticas castellanas (modalidad de relato) de Laguna de Duero.
- Premio Fuentevieja a la promoción cultural. Portillo.
- Premio de Reconocimiento Cultural “La Armonía de las Letras – 2015″ (León)
- Mención Rosa Chacel a la trayectoria narrativa. 2019. Valladolid
- Premio relato deportivo vallisoletano APDV. 2019. Valladolid
- Premio especial de la Asociación Feria de Portillo. 2024. Portillo